# Ашиш Бхадра
Ашиш Бхадра (бенг. আশীষ ভদ্র, нар. 14 березня 1960, Читтагонг) — бангладеський футболіст, який грав на позиції атакувального півзахисника. Відомий за виступами у складі низки бангладеських клубів, насамперед за «Абахані» (Дакка), і національній збірній Бангладеш, у складі якої грав у фінальній частині Кубка Азії 1980 року та трьох турнірах Азійських ігор.

## Виступи за клуб
Ашиш Бхадра розпочав виступи на футбольних полях у складі клубу «Казі Деурі Хаваджа» у 1976 році. У 1978 році він перейшов до складу клубу «Рахматгандж». У 1981 році Бхадра став гравцем одного із найсильніших клубів Бангладеш «Абахані» (Дакка), за рік перейшов до складу іншого клубу «Мохамеддан» (Дакка), проте вже на початку 1983 року повернувся до складу «Абахані», де грав до 1990 року, та з яким здобув найбільше титулів переможця Ліги Дакки та кубку країни. У 1990 році Бхадра завершив виступи на футбольних полях.

## Виступи за збірну
У 1978—1980 роках Ашиш Бхадра залучався до складу молодіжної збірної Бангладеш. У 1978 році футболіст також дебютував у складі національної збірної Бангладеш. У складі збірної Бхадра у 1978, 1982 та 1986 роках брав участь у футбольному турнірі Азійських ігор, а в 1980 році брав участь у першому для бангладеської збірної фінальній частині Кубка Азії 1980 року. У складі збірної грав до 1988 року.

## Нагороди
У 2012 році Ашиш Бхадра був нагороджений національною спортивною нагородою за видатний внесок у футбол Бангладеш. Його давній партнер по півзахисту Хуршид Алам Бабул також отримав національну спортивну нагороду в тому ж році.